# Comité Especializado de No Proliferación
El Comité Especializado de No Proliferación, oficialmente Comité Especializado de No Proliferación de Armas de Destrucción Masiva, es un órgano de apoyo al Consejo de Seguridad Nacional en las materias de no proliferación de armas de destrucción masiva. Además, refuerza las relaciones con las Administraciones Públicas concernidas, así como la coordinación, colaboración y cooperación entre los sectores público y privado.

## Funciones
En concreto, el Comité tiene asignadas las siguientes funciones:
1. Proponer al Consejo de Seguridad Nacional las directrices en materia de planificación y coordinación de la política de Seguridad Nacional relacionadas con la no proliferación de armas de destrucción masiva.
2. Contribuir a reforzar el adecuado funcionamiento del Sistema de Seguridad Nacional en el ámbito de la no proliferación de armas de destrucción masiva, cuya supervisión y coordinación corresponde al Consejo de Seguridad Nacional.
3. Apoyar al Consejo de Seguridad Nacional en su función de verificar el grado de cumplimiento de la Estrategia de Seguridad Nacional y proponer, en su caso, su revisión, en lo relacionado con la no proliferación de armas de destrucción masiva.
4. Elevar propuesta al Consejo de Seguridad Nacional para, en su caso, impulsar la elaboración de una Estrategia de segundo nivel en el ámbito de la no proliferación de armas de destrucción masiva.
5. Contribuir a la elaboración de propuestas normativas para el fortalecimiento del Sistema de Seguridad Nacional en el ámbito de la no proliferación de armas de destrucción masiva.
6. Apoyar la toma de decisiones del Consejo de Seguridad Nacional en las materias propias del ámbito de la no proliferación de armas de destrucción masiva, mediante el análisis, estudio y propuesta de iniciativas tanto en el ámbito nacional como en el internacional.
7. Reforzar las relaciones con las Administraciones Públicas concernidas en el ámbito de la no proliferación de armas de destrucción masiva, así como la coordinación, colaboración y cooperación entre los sectores público y privado.
8. Realizar en apoyo del Comité Especializado de Situación la valoración de los riesgos y amenazas, analizar los posibles escenarios de crisis, en especial de aquellos susceptibles de derivar en una situación de interés para la Seguridad Nacional, en el ámbito de la no proliferación de armas de destrucción masiva, y evaluar los resultados de su ejecución, todo ello en coordinación con los órganos y autoridades directamente competentes y con el Comité Especializado de Situación.
9. Contribuir a la organización de la contribución de recursos a la Seguridad Nacional de responsabilidad del Consejo de Seguridad Nacional en el ámbito de la no proliferación de armas de destrucción masiva.
10. Aprobar sus propias normas de régimen interno y de funcionamiento.
11. Todas aquellas otras funciones que le atribuya el ordenamiento jurídico o que le encomiende el Consejo de Seguridad Nacional.

## Composición
Componen el Comité:
- El Secretario de Estado de Asuntos Exteriores, que preside el Comité.
- El Director del Departamento de Seguridad Nacional, que ejerce la vicepresidencia.
- Un funcionario del Departamento de Seguridad Nacional, que ejercerá la Secretaría Técnica.
- Un vocal con rango mínimo de Subdirector general o asimilado u Oficial General de cada departamento ministerial y organismo público con representación en el Consejo de Seguridad Nacional.
- Los titulares de los órganos superiores y directivos de la Administración General del Estado.
- Las autoridades competentes de las comunidades autónomas y de las ciudades con Estatuto de Autonomía.
- Las autoridades competentes de la Administración Local.
- Las autoridades competentes de los organismos públicos y entidades de derecho público vinculados o dependientes de las Administraciones Públicas, cuando su contribución se considere necesaria y, en todo caso, cuando los asuntos a tratar afecten a sus respectivas competencias.
- Cuando el presidente así lo decida, un representante del resto de los departamentos ministeriales u organismos públicos.
- Cuando el presidente así lo decida, representantes de las demás entidades que integran el sector público institucional, del sector privado y aquellas personas en su condición de expertos cuya contribución se considere relevante.

## Reuniones
- Reunión del Consejo de Seguridad Nacional 10 de septiembre de 2018.[3]